# Melholt
Melholt ( tot 2010: Melholt Kirkedistrikt) is een parochie van de Deense Volkskerk in de Deense gemeente Brønderslev. De parochie maakt deel uit van het bisdom Aalborg en telt 470 kerkleden op een bevolking van 470 (2004).
Melholt werd in 1911 een kirkedistrikt, oorspronkelijk in de parochie Dronningenlund. Vanaf 1914 binnen Aså. Het gebied van de parochie was tot 1970 deel van Dronninglund Herred. In dat jaar werd het opgenomen in de nieuwe gemeente Dronninglund. Deze ging in 2007 op in de vergrote gemeente Brønderslev.
Bij de afschaffing van de kirkedistrikter in 2010 werd Melholt een zelfstandige parochie. De parochiekerk dateert uit 1911.
Agersted · Aså · Brønderslev · Dorf · Dronninglund · Hallund · Hellevad · Hellum · Hjallerup · Jerslev · Melholt · Mylund · Ørum · Øster Brønderslev · Øster Hjermitslev · Serritslev · Stenum · Tise · Tolstrup · Voer